# Джексон, Фил
Фи́лип Ду́глас «Фил» Дже́ксон (англ. Philip Douglas "Phil" Jackson; родился 17 сентября 1945 года в Дир-Лодже, штат Монтана, США) — американский профессиональный баскетболист и тренер. 13-кратный чемпион НБА (2 раза в качестве игрока и 11 раз в качестве тренера). Мощный форвард провел 12 сезонов, выиграв чемпионат НБА с Нью-Йорк Никс в 1970 и 1973 годах. Является одним из величайших тренеров в истории НБА. Входит в число 10 лучших тренеров в истории НБА. Член Зала славы баскетбола. Джексон был главным тренером «Чикаго Буллз» с 1989 по 1998 год, в течение которого Чикаго выиграли шесть чемпионатов НБА. Затем он тренировал Лос-Анджелес Лейкерс с 1999 по 2004 и снова с 2005 по 2011; команда выиграла пять чемпионатов под его руководством. 11 титулов НБА Джексона, в качестве тренера, превзошли предыдущий рекорд из девяти, установленный Редом Ауэрбахом.
Джексон известен своим использованием «треугольного нападения Уинтера» (англ. Tex Winter's triangle offense), а также целостным подходом к обучению, на которое повлияла восточная философия. Поэтому он получил прозвище «Мастер Дзен». Джексон назвал книгу Роберта Пирсига «Дзен и искусство ухода за мотоциклом» одной из главных движущих сил в его жизни. Он также применял духовные практики коренных американцев, как описано в его книге «Священные обручи». Он является автором нескольких откровенных книг о своих командах и своих баскетбольных стратегиях.
Джексон ушел с тренерской работы в 2011 году и занял в «Никс» руководящую должность в марте 2014 года. Он был уволен с поста президента команды «Никс» 28 июня 2017 года.

## Карьера игрока

### Ранние годы
Джексон родился в Дир Лодж, штат Монтана. Оба его родителя, Чарльз и Элизабет Фанк Джексон, были служителями Ассамблеи Бога. Елизавета происходила из древнего рода немецких меннонитов до своего обращения в Ассамблеи Бога. В церквях, где они служили, отец обычно проповедовал утром в воскресенье, а мать — вечером. В конце концов, его отец стал священником. Фил, его два брата и его сводная сестра выросли в отдаленном районе Монтаны в суровой обстановке, где не разрешалось ни танцевать, ни смотреть телевизор. Джексон посмотрел первый раз фильм в средней школе, и впервые пошел на танцы в колледже. Повзрослев, он предполагал, что станет священником.

### Средняя школа
Джексон учился в средней школе в Уиллистоне, Северная Дакота, где он играл в университетский баскетбол и привёл команду к двум титулам штата. Он также играл в футбол, был питчером в бейсбольной команде и метал диск в соревнованиях по лёгкой атлетике. В средней школе его спортивный комплекс носит его имя. Его брат, Чак, размышлял годы спустя, что трое сыновей Джексона увлекались спортом, потому что это было единственным развлечением, которым им было позволено заниматься совместно с другими детьми. Джексон привлёк внимание нескольких бейсбольных скаутов. Будущий тренер НБА, Билл Фитч, который ранее был бейсбольным тренером и скаутом в «Атланта Брэйвз», заинтересовался Джексоном. Фитч занял пост главного тренера по баскетболу в Университете Северной Дакоты весной 1962 года, когда Джексон учился в предпоследнем классе средней школы.

### Колледж
Билл Фитч успешно завербовал Джексона в Университете Северной Дакоты, где он был членом братства Сигма Альфа Эпсилон. Джексон хорошо справился со своей задачей, помогая Мужской баскетбольной команде Северной Дакоты Fighting Hawks, занять третье и четвёртое места в турнире NCAA Дивизион II, будучи второкурсником и в более младшие годы (1965 и 1966). Оба года их побеждала команда Университета Южного Иллинойса — Салюки. Будущий товарищ Джексона по команде Нью-Йорк Никс, Уолт Фрейзер, был самой большой звездой Салюки, но они столкнулись только в 1965 году, поскольку Фрейзер был академически непригоден в 1966 году.

### НБА

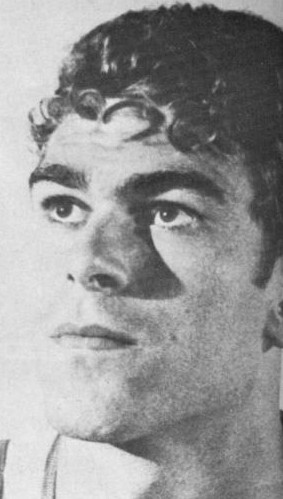
Джексон примерно в 1968

На драфте 1967 года Джексона выбрала команда «Нью-Йорк Никс». Несмотря на то, что он был хорошим атлетом, с необычно длинными руками, он был ограничен в нападении, но компенсировал это трудолюбием в защите. Джексон, в конечном итоге, зарекомендовал себя как любимец болельщиков, хотя у него было очень мало игрового времени. Он был главным резервным игроком в команде «Никс», которая выиграла титул НБА в 1973 году. Джексон не играл в чемпионате во время сезона 1969—1970 из-за операции на позвоночнике; тем не менее, он написал книгу под названием «Возьми всё», фотодневник о чемпионате «Никс» 1970 года.
Вскоре после титула 1973 года несколько ключевых игроков завершили карьеру, открыв Джексону путь в стартовый состав. В сезоне НБА 1974—1975 годов Джексон и Боб Дэндридж из «Милуоки Бакс» разделили лидерство по общему количеству личных фолов — по 330 на каждого. Джексон сыграл два сезона в «Нью-Джерси Нетс» и ушёл в отставку в качестве игрока в 1980 году.

## Карьера тренера
В первые годы после окончания игровой карьеры Джексон тренировал в профессиональных лигах более низкого уровня, таких как Континентальная баскетбольная ассоциация (CBA) и Национальная высшая баскетбольная команда Пуэрто-Рико (BSN). Работая в CBA, он выиграл свой первый тренерский чемпионат, в результате чего Патроны Албани получили свой первый титул в 1984 году. В Пуэрто-Рико он тренировал «Пиратас де Кебрадильяс» (1984 и 1987) и «Галлитос де Изабела» (1984—1986).

### Чикаго Буллз (1987—1998)
В 1987 году Джексон был нанят в качестве помощника тренера Чикаго Буллз при Дуге Коллинзе. Он был назначен главным тренером в 1989 году. Примерно в это же время он встретил Текса Уинтера и стал приверженцем Треугольного нападения Уинтера. В течение девяти сезонов Джексон тренировал Буллз и шесть раз они становились чемпионами НБА, дважды выиграв три чемпионата подряд.
Джексон и «Буллз» выходили в плей-офф каждый год, и не смогли выиграть титул только три раза. Первая отставка Майкла Джордана после сезона 1992—1993 годов ознаменовала окончание первого «Three-peat», и хотя Джордан вернулся незадолго до плей-офф 1995 года, этого было недостаточно, чтобы предотвратить победу Орландо. Несмотря на успех «Буллз», напряжение между Джексоном и генеральным директором «Буллз», Джерри Краузе, росло. Некоторые полагали, что Краузе чувствовал себя недооценённым за создание команды чемпионов и считал, что Джексон был обязан ему за его первую тренерскую работу в НБА. После спорных переговоров, контракт с Джексоном был подписан только на сезон 1997—1998 годов. Краузе объявил о подписании, подчеркнув, что Джексон не будет повторно принят на работу, даже если «Буллз» выиграют титул 1997-98 годов. Затем Джексон сказал Краузе, что он, похоже, болеет за другую сторону, на что Краузе ответил: «Мне всё равно, наберём мы 82 или 0 в этом году, ты уволен». После финального титула «Буллз» эпохи Джордана в 1998 году, Джексон покинул команду, поклявшись никогда больше не тренировать. Однако, после года отпуска, он решил ещё раз попытать удачу с Лос-Анджелес Лейкерс в 1999 году.

### Лос-Анджелес Лейкерс (1999—2004)

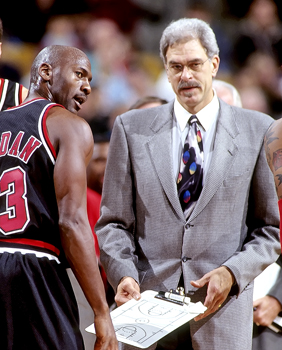
Майкл Джордан (слева) и Фил Джексон

Джексон взял на себя талантливую команду «Лейкерс» и сразу же добился результатов, как и в «Чикаго». В его первый год в Лос-Анджелесе, «Лейкерс» во время регулярного сезона добился хорошего результата — 67 побед и 15 поражений, чтобы дальше возглавить чемпионат. Дойдя до финала конференции, они разобрались с Портленд Трэйл Блэйзерс за семь игр, а затем выиграли чемпионат НБА 2000 года, обыграв Индиану Пэйсерс. С талантливым суперзвёздным дуэтом, Шакил О’Нил и Коби Брайантом, и сильным поддерживающим составом из Глена Райса, Дерека Фишера, Рика Фокса, Дивина Джорджа, А. С. Грина, Роберта Хорри и Брайана Шоу, Джексон приведёт «Лейкерс» к двум дополнительным титулам в 2001 и 2002 годах против «Филадельфии Севенти Сиксерс» и «Нью-Джерси Нетс», добавив к своему третьему «Three-peat», в качестве главного тренера. Главный серьёзный вызов, с которым столкнулись «Лейкерс», был от их соперника по конференции, Сакраменто Кингз. Однако травмы, слабая игра и напряжение между Брайантом и О’Нилом замедлили команду, и они проиграли во втором туре плей-офф НБА 2003 года чемпиону «Сан-Антонио Спёрс». После этого Джексон часто сталкивался с Брайантом. В то время как «треугольное нападение» Джексона было очень эффективным, Брайант испытывал личное отвращение к стилю баскетбола Джексона и впоследствии назвал его «скучным». В играх Брайант часто игнорировал заданную установку тренера, полностью экспериментируя со своими собственными выходами один на один, приводя в бешенство обычно спокойного Джексона. Брайанту удалось полностью переполнить чашу терпения Джексона, и «Мастер Дзен» даже потребовал, чтобы Брайант был продан, хотя руководство «Лейкерса» отклонило эту просьбу.
«Лейкерс» подписали контракт со звёздными ветеранами НБА Карлом Малоун и Гэри Пейтон до сезона 2003/2004, которые были игроками «Юта Джаз» и «Сиэтл Суперсоникс» соответственно, и многие предсказывали, что команда добьется лучшего результата в истории НБА. Но с первого дня тренировочного процесса «Лейкерс» постоянно отвлекались. Суд над Брайантом за предполагаемое сексуальное насилие, продолжающиеся публичные разборки между О’Нилом и Брайантом и неоднократные споры между Джексоном и Брайантом повлияли на команду в течение сезона. Несмотря на эти отвлекающие факторы, «Лейкерс» обыграли чемпиона «Сан-Антонио Спёрс» на пути к выходу в финал НБА 2004 года и являлись сильными соперниками в борьбе за потерянный титул. Однако они проиграли «Детройт Пистонс», которые использовали свою сильную защиту и выиграли четыре матча подряд. Это была первая игра из десяти, в который Джексон проиграл в финале НБА в качестве главного тренера.
18 июня 2004 года, через три дня после проигрыша «Пистонс», «Лейкерс» объявили, что Джексон покинет свой пост тренера. Джексон стремился удвоить свою зарплату с 6 до 12 миллионов долларов по истекающему контракту. У него было контрактное предложение от Лейкерс, но он не действовал по нему. Уинтер сказал, что Джексон объявил во время перерыва на Матче всех звёзд, что он не вернётся в «Лейкерс», если Брайант будет там играть. Многие поклонники интерпретировали уход Джексона пожеланием Брайанта, поскольку, как сообщается, владелец «Лейкерс», Джерри Басс, встал на сторону Брайанта. Джексон, Брайант и Басс отрицали, что Брайант выдвигал какие-либо конкретные требования в отношении Джексона. Однако О’Нил, услышав заявление генерального менеджера, Митча Купчака, о готовности команды торговать О’Нилом и её намерении сохранить Брайанта, указал, что он считает, что команда действительно потворствовала желаниям Брайанта с уходом Джексона. Продажа О’Нила «Майами Хит» положила конец Трифекту, который привел «Лейкерс» к трём чемпионским титулам.
Осенью того же года Джексон выпустил книгу «Последний сезон», в которой описывается его точка зрения касательно напряжённой обстановки, которая царила в команде «Лейкерс» в сезоне 2003-04 годов. Книга явно критиковала Коби Брайанта.
Без Джексона и О’Нила «Лейкерс» были вынуждены стать командой с более быстрым темпом на площадке. Хотя они достигли некоторого успеха в первой половине сезона, травмы нескольких игроков, в том числе Коби Брайанта и Ламара Одома, вынудили команду окончить состязание, проиграв 34-48 в 2004-05 годах и пропустив плей-офф впервые за 11 лет. Руди Томьянович, преемник Джексона в качестве тренера, подал в отставку в середине сезона после 41 игры, сославшись на проблемы со здоровьем, что сразу привело к предположению, что «Лейкерс» могут вернуть Джексона обратно.

### Возвращение в «Лейкерс» (2005—2011)
15 июня 2005 года «Лейкерс» вновь наняли Джексона. Джексон привел «Лейкерс» к седьмому месту в плей-офф. В очередной раз продвигая идею самоотверженной командной игры, воплощенной в «треугольном нападении», команда добилась существенных результатов, особенно в последний месяц сезона. Джексон также без проблем работал с Брайантом, который ранее демонстрировал своё желание убрать Джексона с поста тренера. Регулярное выступление Брайанта принесло ему титул самого результативного игрока по очкам в лиге и сделало его финалистом в голосовании MVP. Тем не менее, «Лейкерс» сыграли жёсткий матч в 2006 году против «Финикс Санз», лидером которых был победитель MVP, Стив Нэш. Это был первый раз, когда команде Джексона не удалось выйти во второй тур плей-офф. «Лейкерс» вырвались вперед со счётом 3:1 после драматичного последнего броска Брайанта в овертайме и выиграли четвертую игру, но «Санз» восстановились и обыграли в последних трёх играх и взяли вверх в серии.

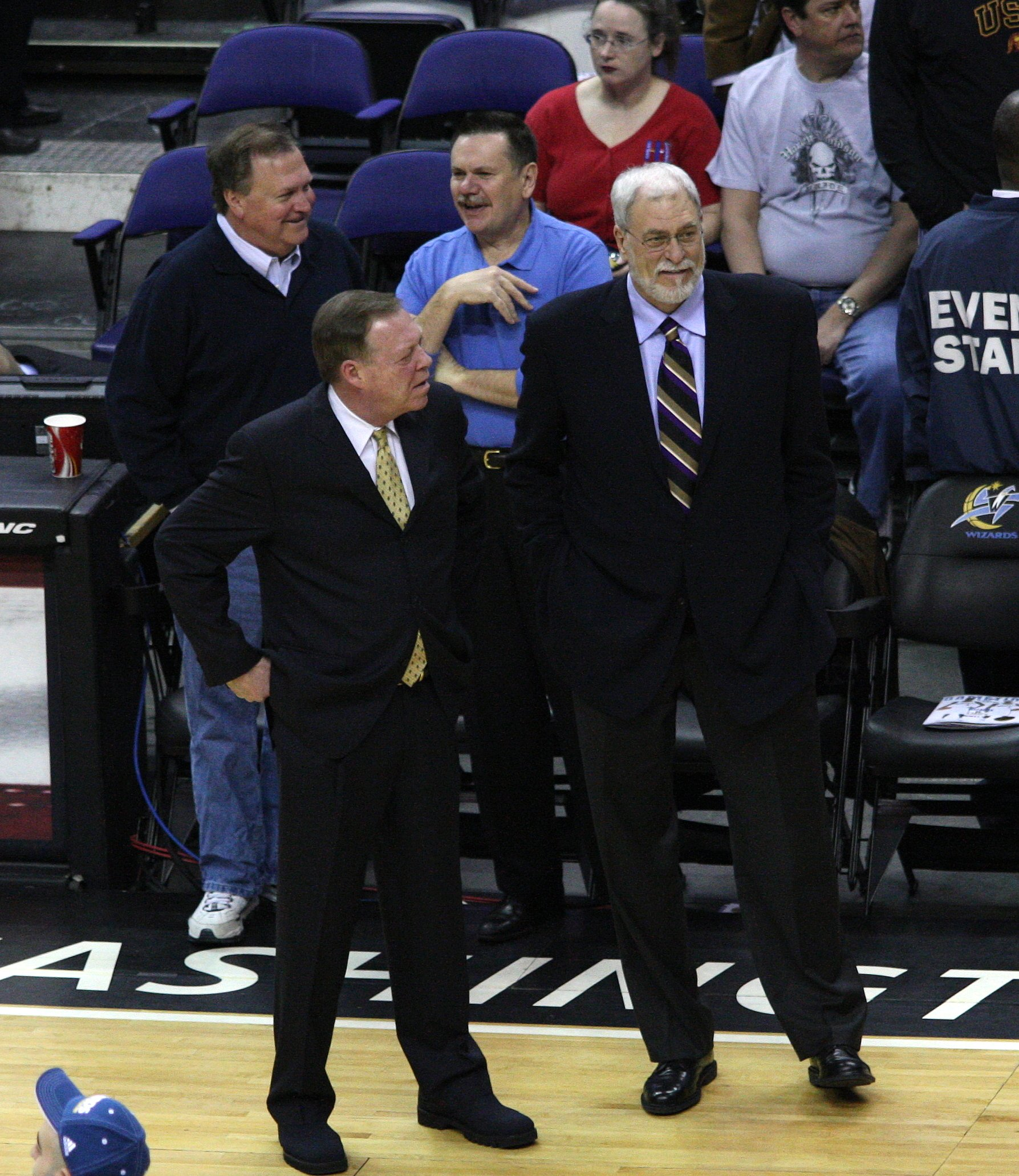
Джексон (справа) в 2008 г., стоя рядом с помощником тренера «Лейкерс» Фрэнком Хамблен (слева).

7 января 2007 года Джексон выиграл свою 900-ю игру, и занял 9-е место в общем списке лучших тренеров НБА. С этой победой Джексон стал тренером, которому быстрее всего удалось достичь 900 карьерных побед из 1264 игр, тем самым он побил предыдущий рекорд Пэта Райли — 900 побед из 1278 игр.
12 декабря 2007 года, объявив, что он вернётся на свою должность тренера, всего за несколько дней до этого, Джексон подписал 2-летний контракт о продлении своего пребывания в «Лос-Анджелес Лейкерс» до конца сезона 2009—2010 гг. В течение сезона 2007—2008 «Лейкерс» смогли заполучить Пау Газоля у «Мемфис Гриззлис». Имея ещё одну звезду в паре с Брайантом, Джексон тренировал «Лейкерс» для участия в финале НБА 2008 года против «Бостон Селтикс». «Бостон» выиграли серию 4-2, в результате чего Джексон и «Лейкерс» потерпели решающее поражение в плей-офф в шестой игре, проиграв с разницей в 39 очков. Это был второй проигрыш за 11 матчей, который Джексон пережил в финале НБА.
25 декабря 2008 года Джексон стал шестым тренером, выигравшим 1000 игр, а «Лейкерс» победили «Селтикс» в своём первом матче с прошлогоднего финала.
Джексон снова тренировал «Лейкерс» в финале НБА в 2009 году, побеждая в процессе «Юта Джаз», «Хьюстон Рокетс» и «Денвер Наггетс». В финале «Лейкерс» победили «Орландо Мэджик» со счётом 4-1. Это был десятый чемпионат Джексона в качестве главного тренера, когда его команда одержала победу и превзошла рекорды большинства чемпионатов, выигранных ранее Редом Ауэрбахом.
3 февраля 2010 года Джексон одержал свою 534-ю победу в качестве главного тренера «Лейкерс», превзойдя Пэта Райли и стал самым успешным тренером в истории команды. «Лейкерс» займёт пятое место подряд в плей-офф. Они обыграли «Оклахома-Сити Тандер», «Юта Джаз» и «Финикс Санз» в плей-офф, а затем одолели «Бостон Селтикс» в финале НБА 2010 года, в результате чего Джексон выиграл одиннадцатый чемпионат НБА в качестве главного тренера и пятый с «Лейкерс». Он побил рекорд главного тренера «Лейкерс», Джона Кундлы, по победам в чемпионатах НБА, выигранных главным тренером в истории команды «Лейкерс».
1 июля 2010 года Джексон, поразмыслив и проконсультировавшись со своими врачами по поводу проблем со здоровьем, объявил, что вернётся к тренерской работе в «Лейкерс» в сезоне 2010—2011. 2 августа 2010 года Джексон подписал новый контракт с «Лейкерс», назвав его «последним боем», то есть сезон 2010—2011 станет для него последним. В январе 2011 года он повторил, что это будет его последний сезон, объяснив, что ранее была вероятность, что, возможно, он пересмотрит своё решение. «В этом году, никаких „может быть“ не будет», сказал Джексон. Он ушел в отставку после того, как «Лейкерс» были выбиты из плей-офф в полуфинале западной конференции будущими чемпионами НБА в этом сезоне, «Даллас Маверикс». Это означало, что он не получит четвёртый three-peat (после того, как ранее он достиг этого трижды в 1993, 1998 и 2002 годах). На своей последней пресс-конференции в том сезоне он отметил, что у него не было особо близких отношений с Джерри или Джимом Бассом, и сказал: «Когда я уйду отсюда, я не ожидаю, что руководство „Лейкерс“ позвонит мне и спросит мой совет».
После того, как «Лейкерс» уволили преемника Джексона, Майка Брауна, в начале сезона 2012—2013, они впервые обратились к Джексону, чтобы заменить Брауна. Джексон попросил два дня, чтобы обдумать предложение. Он полагал, что «Лейкерс» будут ждать его ответа, но «Лейкерс» продолжили свои поиски. На следующий день команда поговорила с Майклом Д’Антони и наняла его единогласным решением дирекции. Они чувствовали, что быстрый стиль игры Д’Антони «отлично» повлияет на команду и будет более подходящим, чем структурированное треугольное нападение Джексона. Джерри Басс всегда предпочитал, чтобы у «Лейкерс» было открытое нападение. В двух играх, предшествовавших подписанию Д’Антонио, фанаты «Лейкерс» в Стейплс-центре скандировали: «Мы хотим Фила!».

## Карьера управленца
В 2014 году Джексон несколько месяцев обсуждал с «Нью-Йорк Никс» руководящую должность в команде. 18 марта он был представлен в качестве президента «Никс» после подписания пятилетнего контракта на сумму 60 миллионов долларов. 21 апреля 2014 года, через неделю после окончания сезона, Джексон уволил Майка Вудсона и весь его персонал. «Никс» окончили сезон с результатом 37-45 и финишировали девятыми в турнирной таблице Восточной конференции.
9 июня 2014 года «Никс» наняли Дерека Фишера в качестве главного тренера. Фишер играл под руководством Фила Джексона в «Лейкерc», и они выиграли пять чемпионатов вместе. 25 июня 2014 года «Никс» отдали защитника, Рэймонда Фелтона, и бывшего защитника года НБА, Тайсона Чендлера в «Даллас Маверикс». Взамен «Никс» получили Шейна Ларкина, Хосе Кальдерона, Сэмюэля Далемберта и Уэйна Эллингтона. Эта сделка была первой, которую он выполнил в качестве руководителя дирекции. 26 июня во время драфта НБА 2014 года Никс выбрали Клиэнтони Эрли на 34-м драфт-пике и Таннасиса Адетокунбо на 51-м драфт-пике, используя драфт, полученный при сделке с «Даллас Маверикс».
7 января 2015 года «Никс» установили антирекорд команды с 13 поражениями подряд. «Никс» проиграли «Вашингтон Уизардс» со счётом 101-91, что привело к самой длинной проигрышной полосе за 69-летнюю историю команды «Никс». Этот рекорд был увеличен до 16 поражений подряд после проигрыша «Милуоки Бакс» в Турне клубов НБА по Европе в Лондоне. Они закончили сезон с результатом 17-65, что является худшим рекордом в истории франшизы.
25 июня 2015 года «Никс» задрафтовал латвийского игрока Кристапса Порзингиса в четвёртом пике на драфте НБА 2015 года; он подписал контракт с «Никс» 30 июля 2015 года.
На драфте НБА 2017 года, последнем драфте НБА Джексона с «Никс», он выбрал французского разыгрывающего, Франка Нтиликина. Во втором туре Джексон выбрал Дамьяна Дотсона и Огнена Ярамаза.
28 июня 2017 года «Никс» официально объявили о взаимном решении расстаться с Джексоном. Предполагаемым аргументом в пользу расставания была попытка Джексона выкупить Кармело Энтони и очень публичная ссора с Порзингисом. Место Джексона занял его бывший подчиненный, Стив Миллс.

## Награды
В 1996 году Джексон выиграл награду «Тренер года НБА». В том же году он был назван одним из десяти величайших тренеров НБА всех времен, согласно голосованию в нерейтинговых трансляциях. В то время он был на 8-м году своей карьерной деятельности; за семь лет до этого он провёл 574 игры и выиграл 414, проиграв всего 160, а средний коэффициент выигрыш/проигрыш составил 72,1 % — самый высокий показатель среди всех тренеров в списке в то время. Он продолжил свой успех в более поздней карьере; он сохраняет самый высокий процент выигрыша/проигрыша среди всех тренеров в этом списке — 70,4 % (1155 побед, 485 поражений).
В 2002 и 2010 годах Спортивная академия США наградила Джексона Премией Амоса Алонзо Стэгга.
Джексон является лауреатом премии The Theodore Roosevelt Rough Rider штата Северная Дакота.

## Главный тренерский рекорд
Джексон каждый год был рекордсменом в качестве главного тренера, и в настоящее время имеет самый высокий процент побед среди всех тренеров Зала славы, а также самый высокий показатель среди всех тренеров НБА, которые провели 500 игр и более. Наряду с рекордными одиннадцатью чемпионатами НБА, он единственный тренер, выигравший по крайней мере десять чемпионатов в любом из основных профессиональных видов спорта Северной Америки.

В конце сезона 2010 года он был пятым по количеству побед среди всех тренеров НБА, и был одним из шести, кто достиг более 1000 побед. 
| Команда    | Сезон     | G    | W    | L   | W–L% | Итог                        | PG  | PW  | PL  | Результат                          |
| ---------- | --------- | ---- | ---- | --- | ---- | --------------------------- | --- | --- | --- | ---------------------------------- |
| Чикаго     | 1989/90   | 82   | 55   | 27  | .671 | 2 в Центральном дивизионе   | 16  | 10  | 6   | Проиграли в финале Конференции     |
| Чикаго     | 1990/91   | 82   | 61   | 21  | .744 | 1 в Центральном дивизионе   | 17  | 15  | 2   | Чемпион НБА                        |
| Чикаго     | 1991/92   | 82   | 67   | 15  | .817 | 1 в Центральном дивизионе   | 22  | 15  | 7   | Чемпион НБА                        |
| Чикаго     | 1992/93   | 82   | 57   | 25  | .695 | 1 в Центральном дивизионе   | 19  | 15  | 4   | Чемпион НБА                        |
| Чикаго     | 1993/94   | 82   | 55   | 27  | .671 | 2 в Центральном дивизионе   | 10  | 6   | 4   | Проиграли в полуфинале Конференции |
| Чикаго     | 1994/95   | 82   | 47   | 35  | .573 | 3 в Центральном дивизионе   | 10  | 5   | 5   | Проиграли в полуфинале Конференции |
| Чикаго     | 1995/96   | 82   | 72   | 10  | .878 | 1 в Центральном дивизионе   | 18  | 15  | 3   | Чемпион НБА                        |
| Чикаго     | 1996/97   | 82   | 69   | 13  | .841 | 1 в Центральном дивизионе   | 19  | 15  | 4   | Чемпион НБА                        |
| Чикаго     | 1997/98   | 82   | 62   | 20  | .756 | 1 в Центральном дивизионе   | 21  | 15  | 6   | Чемпион НБА                        |
| N/A        | 1998/99   | N/A  | N/A  | N/A | N/A  | N/A                         | N/A | N/A | N/A | Не тренировал                      |
| Лейкерс    | 1999/2000 | 82   | 67   | 15  | .817 | 1 в Тихоокеанском дивизионе | 23  | 15  | 8   | Чемпион НБА                        |
| Лейкерс    | 2000/01   | 82   | 56   | 26  | .683 | 1 в Тихоокеанском дивизионе | 16  | 15  | 1   | Чемпион НБА                        |
| Лейкерс    | 2001/02   | 82   | 58   | 24  | .707 | 2 в Тихоокеанском дивизионе | 19  | 15  | 4   | Чемпион НБА                        |
| Лейкерс    | 2002/03   | 82   | 50   | 32  | .610 | 2 в Тихоокеанском дивизионе | 12  | 6   | 6   | Проиграли в полуфинале Конференции |
| Лейкерс    | 2003/04   | 82   | 56   | 26  | .683 | 1 в Тихоокеанском дивизионе | 22  | 13  | 9   | Проиграли в финале                 |
| N/A        | 2004/05   | N/A  | N/A  | N/A | N/A  | N/A                         | N/A | N/A | N/A | Не тренировал                      |
| Лейкерс    | 2005/06   | 82   | 45   | 37  | .549 | 3 в Тихоокеанском дивизионе | 7   | 3   | 4   | Проиграли в первом раунде          |
| Лейкерс    | 2006/07   | 82   | 42   | 40  | .512 | 2 в Тихоокеанском дивизионе | 5   | 1   | 4   | Проиграли в первом раунде          |
| Лейкерс    | 2007/08   | 82   | 57   | 25  | .695 | 1 в Тихоокеанском дивизионе | 21  | 14  | 7   | Проиграли в финале НБА             |
| Лейкерс    | 2008/09   | 82   | 65   | 17  | .793 | 1 в Тихоокеанском дивизионе | 22  | 16  | 7   | Чемпион НБА                        |
| Лейкерс    | 2009/10   | 82   | 57   | 25  | .695 | 1 в Тихоокеанском дивизионе | 23  | 16  | 7   | Чемпион НБА                        |
| Лейкерс    | 2010/11   | 82   | 57   | 25  | .695 | 1 в Тихоокеанском дивизионе | 10  | 4   | 6   | Проиграли в полуфинале Конференции |
| За карьеру |           | 1640 | 1155 | 485 | .704 |                             | 333 | 229 | 104 | 11 титулов                         |

## Личная жизнь
У Джексона пятеро детей (Брук, Челси, Элизабет, Бен и Чарли) и восемь внуков. Он женился на своей первой жене, Максин, в 1967 году. Они развелись в 1972 году. Он женился на своей второй жене, в июне 1974 года, но они развелись в 2000 году. Он встречался с Джини Басс, дочерью владельца «Лейкерс» Джерри Басса, с которой познакомился в 1999 году. Они были помолвлены в 2013 году. 27 декабря 2016 года они объявили о расторжении помолвки в совместном заявлении в Твиттере.
Джексон владеет домами в Плайя-дель-Рей, Лос-Анджелес, и Лейксайд, штат Монтана.
В то время, когда он был тренером «Чикаго Буллз», он жил в Бэннокберне.
В прошлом Джексон признавался в употреблении марихуаны и ЛСД. В 2010 году он сказал, что считает, что в тюрьме не должны сидеть за марихуану, но назвал «Калифорнийское предложение 19», в котором предлагалась легализация марихуаны, плохой идеей.
У Джексона был диагностирован рак простаты в марте 2011 года. Он сообщил об этом игрокам «Лейкерс» в мае 2011 года, когда они участвовали во втором туре серии плей-офф против «Маверикс». Джексон решил отложить операцию до окончания плей-офф.
В 2020 году он стал участником документального мини-сериала «Последний танец», вместе с Майклом Джорданом, Скотти Пиппеном, Стивом Керром и Деннисом Родманом.
Джексон больше не смотрит НБА, заявил он в апреле 2023 года, так как она стала слишком политической. «Люди хотят видеть спорт вне политики», — сказал он.

## Статистика

### Статистика в НБА
| Сезон                                                                                    | Команда    | Регулярный сезон | Регулярный сезон | Регулярный сезон | Регулярный сезон | Регулярный сезон | Регулярный сезон | Регулярный сезон | Регулярный сезон | Регулярный сезон | Регулярный сезон | Регулярный сезон | Серия плей-офф | Серия плей-офф | Серия плей-офф | Серия плей-офф | Серия плей-офф | Серия плей-офф | Серия плей-офф | Серия плей-офф | Серия плей-офф | Серия плей-офф | Серия плей-офф |
| Сезон                                                                                    | Команда    | GP               | GS               | MPG              | FG%              | 3P%              | FT%              | RPG              | APG              | SPG              | BPG              | PPG              | GP             | GS             | MPG            | FG%            | 3P%            | FT%            | RPG            | APG            | SPG            | BPG            | PPG            |
| ---------------------------------------------------------------------------------------- | ---------- | ---------------- | ---------------- | ---------------- | ---------------- | ---------------- | ---------------- | ---------------- | ---------------- | ---------------- | ---------------- | ---------------- | -------------- | -------------- | -------------- | -------------- | -------------- | -------------- | -------------- | -------------- | -------------- | -------------- | -------------- |
| 1967/68                                                                                  | Нью-Йорк   | 75               | -                | 14,6             | 40,0             | -                | 58,9             | 4,5              | 0,7              | -                | -                | 6,2              | 6              | -              | 15,0           | 28,6           | -              | 80,0           | 4,2            | 0,3            | -              | -              | 4,0            |
| 1968/69                                                                                  | Нью-Йорк   | 47               | -                | 19,7             | 42,9             | -                | 67,2             | 5,2              | 0,9              | -                | -                | 7,1              | Не участвовал  | Не участвовал  | Не участвовал  | Не участвовал  | Не участвовал  | Не участвовал  | Не участвовал  | Не участвовал  | Не участвовал  | Не участвовал  | Не участвовал  |
| 1970/71                                                                                  | Нью-Йорк   | 71               | -                | 10,9             | 44,9             | -                | 71,4             | 3,4              | 0,4              | -                | -                | 4,7              | 5              | -              | 6,0            | 28,6           | -              | 100,0          | 2,0            | 0,4            | -              | -              | 1,8            |
| 1971/72                                                                                  | Нью-Йорк   | 80               | -                | 15,9             | 44,0             | -                | 73,2             | 4,1              | 0,9              | -                | -                | 7,2              | 16             | -              | 20,0           | 47,5           | -              | 73,7           | 5,1            | 0,9            | -              | -              | 9,8            |
| 1972/73                                                                                  | Нью-Йорк   | 80               | -                | 17,4             | 44,3             | -                | 79,0             | 4,3              | 1,2              | -                | -                | 8,1              | 17             | -              | 19,9           | 50,0           | -              | 73,7           | 4,2            | 1,4            | -              | -              | 8,7            |
| 1973/74                                                                                  | Нью-Йорк   | 82               | -                | 25,0             | 47,7             | -                | 77,6             | 5,8              | 1,6              | 0,5              | 0,8              | 11,1             | 12             | -              | 24,8           | 46,6           | -              | 90,0           | 4,8            | 1,3            | 0,8            | 0,4            | 11,3           |
| 1974/75                                                                                  | Нью-Йорк   | 78               | -                | 29,3             | 45,5             | -                | 76,3             | 7,7              | 1,7              | 1,1              | 0,7              | 10,8             | 3              | -              | 26,0           | 47,6           | -              | 87,5           | 8,3            | 0,7            | 1,3            | 1,0            | 9,0            |
| 1975/76                                                                                  | Нью-Йорк   | 80               | -                | 18,3             | 47,8             | -                | 73,3             | 4,3              | 1,3              | 0,5              | 0,3              | 6,0              | Не участвовал  | Не участвовал  | Не участвовал  | Не участвовал  | Не участвовал  | Не участвовал  | Не участвовал  | Не участвовал  | Не участвовал  | Не участвовал  | Не участвовал  |
| 1976/77                                                                                  | Нью-Йорк   | 76               | -                | 13,6             | 44,0             | -                | 71,8             | 3,0              | 1,1              | 0,4              | 0,2              | 3,4              | Не участвовал  | Не участвовал  | Не участвовал  | Не участвовал  | Не участвовал  | Не участвовал  | Не участвовал  | Не участвовал  | Не участвовал  | Не участвовал  | Не участвовал  |
| 1977/78                                                                                  | Нью-Йорк   | 63               | -                | 10,4             | 47,8             | -                | 76,8             | 1,7              | 0,7              | 0,5              | 0,2              | 2,4              | 6              | -              | 8,3            | 50,0           | -              | 66,7           | 1,7            | 0,5            | 0,5            | 0,0            | 2,0            |
| 1978/79                                                                                  | Нью-Джерси | 59               | -                | 18,1             | 47,5             | -                | 81,9             | 3,0              | 1,4              | 0,8              | 0,4              | 6,3              | 2              | -              | 10,0           | 33,3           | -              | 100,0          | 1,5            | 0,0            | 0,5            | 0,0            | 2,0            |
| 1979/80                                                                                  | Нью-Джерси | 16               | -                | 12,1             | 63,0             | 0,0              | 70,0             | 1,5              | 0,8              | 0,3              | 0,3              | 4,1              | Не участвовал  | Не участвовал  | Не участвовал  | Не участвовал  | Не участвовал  | Не участвовал  | Не участвовал  | Не участвовал  | Не участвовал  | Не участвовал  | Не участвовал  |
|                                                                                          | Всего      | 807              | -                | 17,6             | 45,3             | 0,0              | 73,6             | 4,3              | 1,1              | 0,6              | 0,4              | 6,7              | 67             | -              | 18,3           | 45,8           | -              | 78,2           | 4,2            | 0,9            | 0,8            | 0,4            | 7,7            |
| Наведите курсор мыши на аббревиатуры в заголовке таблицы, чтобы прочесть их расшифровку. |            |                  |                  |                  |                  |                  |                  |                  |                  |                  |                  |                  |                |                |                |                |                |                |                |                |                |                |                |